# گوست ریور، بخش کوکرین
گوست ریور، بخش کوکرین (به انگلیسی: Ghost River, Cochrane District) یک منطقهٔ مسکونی در کانادا است که در انتاریو شمال باختری واقع شده‌است.